# Чемпионат Гренландии по футболу среди женщин
Чемпионат Гренландии по футболу среди женщин разыгрывается с 1987 года. Проводится под эгидой Футбольной ассоциацией Гренландии.

## Схема розыгрыша
Все турниры игрались в один календарный год. Чемпионат состоит из 2-3 этапов:
- Первый этап (квалификация) — несколько групп команд, объединённых по территориальному признаку;
- Второй этап — квалифицировавшиеся команды второго этапа играют между собой, это обычно и называется Чемпионатом Гренландии.
- Третий этап — иногда играются финал и матч за третье место.

## Чемпионы
| - 1987: ФК Маламук - 1988: ФК Маламук - 1989: ФК Маламук - 1990: UB-83 - 1991: N-48 - 1992: S-68 - 1993: N-48 - 1994: Диско-76 - 1995: I-69 | - 1996: I-69 - 1997: I-69 - 1998: I-69 - 1999: I-69 - 2000: I-69 - 2001: NÛK - 2002: NÛK - 2003: I-69 - 2004: NÛK | - 2005: NÛK - 2006: I-69 - 2007: NÛK - 2008: I-69 - 2009: NÛK - 2010: I-69 - 2011: NÛK - 2012: NÛK - 2013: I-69 |

### Титулы
| № | Клуб                                 | Победы |
| - | ------------------------------------ | ------ |
| 1 | I-69 Илулиссат                       | 11     |
| 2 | «Нуук Идраетслаг» (NÛK или NIL) Нуук | 8      |
| 3 | «ФК Маламук» Уумманнак               | 3      |
| 4 | «Нагдлунгуак-48» (N-48) Илулиссат    | 2      |
| 5 | «Диско-76» Кекертарсуак              | 1      |
| 5 | S-68 Сисимиут                        | 1      |
| 5 | UB-83 Упернавик                      | 1      |